# Menèrba (Erau)
Menerba (Menèrba en occità, Minerve en francès) és un municipi occità del Llenguadoc del departament de l'Erau, regió d'Occitània.
Capital històrica del menerbès, Menerba acull cada any la visita de més de 300.000 persones. El turisme i la producció de vins de qualitat són la base de l'activitat econòmica d'aquest municipi, que pertany a l'associació Els pobles més bonics de França.

## Geomorfologia
Menerba està situada al capdamunt d'un altiplà rocós, en la confluència dels rius Cesse i Brian. Aquests dos rius han erosionat el terreny calcari formant les gorges que envolten el nucli històric de Menerba.

## Etimologia
El nom de Menerba ha estat relacionat tradicionalment amb nom de la deessa grega homònima. Tanmateix, alguns estudiosos posen en dubte aquesta teoria, ja que el desenvolupament de la població es donà durant l'època romana. Una altra teoria agafa l'arrel cèltica Men (pedra) per explicar l'origen preromà del topònim. Segons aquesta teoria expressaria la situació geogràfica de Menerba, penjada dalt d'una plataforma rocosa (com la nombrosa toponímia romana que comença per Roc-, Roca-).

## Demografia
| Evolució de la població INSEE |      |      |      |      |      |      |      |      |
| 1793                          | 1800 | 1806 | 1821 | 1831 | 1836 | 1841 | 1846 | 1851 |
| 250                           | 226  | 285  | 276  | 309  | 357  | 395  | 403  | 403  |

| 1856 | 1861 | 1866 | 1872 | 1876 | 1881 | 1886 | 1891 | 1896 |
| ---- | ---- | ---- | ---- | ---- | ---- | ---- | ---- | ---- |
| 386  | 350  | 326  | 289  | 266  | 265  | 246  | 261  | 240  |

| 1901 | 1906 | 1911 | 1921 | 1926 | 1931 | 1936 | 1946 | 1954 |
| ---- | ---- | ---- | ---- | ---- | ---- | ---- | ---- | ---- |
| 240  | 225  | 235  | 240  | 204  | 213  | 217  | 189  | 166  |

| 1962 | 1968 | 1975 | 1982 | 1990 | 1999 | 2006 | 2011 | 2016 |
| ---- | ---- | ---- | ---- | ---- | ---- | ---- | ---- | ---- |
| 138  | 125  | 106  | 112  | 104  | 111  | -    | -    | -    |

| 2019 | - | - | - | - | - | - | - | - |
| ---- | - | - | - | - | - | - | - | - |
| -    | - | - | - | - | - | - | - | - |

Gràfic de l'evolució de la població 1794-1999

## Economia

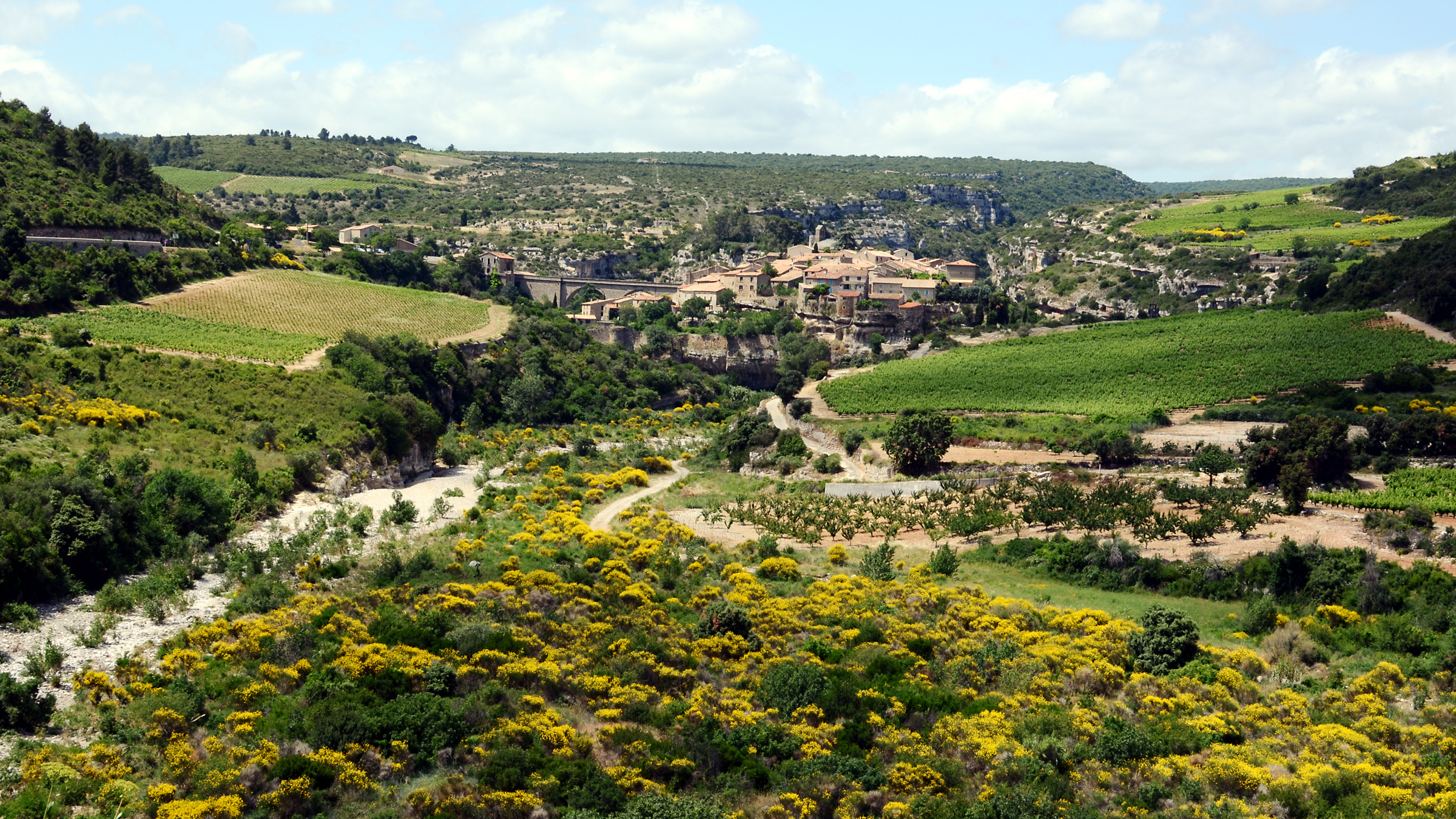
Els voltants de Menerba

- El turisme: De la fi del segle xx ençà, la història dels Càtars i el turisme verd han significat per a Menèrba una nova revolució en la seva història. Milers de turistes visiten el poble cada any i hi provoquen desequilibris importants. Entre aquests problemes hi ha aquells causats per l'adequació al turisme amb l'emplaçament des pàrquings, acusats d'envair el terreny calcari, així com els cartells comercials del poble que n'enlletgeixen les façanes.
- Viticultura: Producció de vins amb la Denominació d'origen AOC Menerbès.

## Llocs i monuments
Entre el patrimoni humà de Menerba es pot destacar:
- La candela (mur del castell, segle xiii).
- Les muralles.
- La porta baixa.
- El pont de pedra.
- L'església de Sant Esteve dels segles xi i xii.

S'hi pot trobar també una rèplica de la catapulta anomenada la Malvoisine, així com l'escultura d'un Colom (de Jean-Luc Séverac), monument commemoratiu a les víctimes càtars (1210).

## Personalitats lligades a la comuna
- Guilhem de Menerba (fi del segle xii-principis del xiii). Senyor local que va negociar la rendició durant la Croada albigesa amb Simó de Montfort.

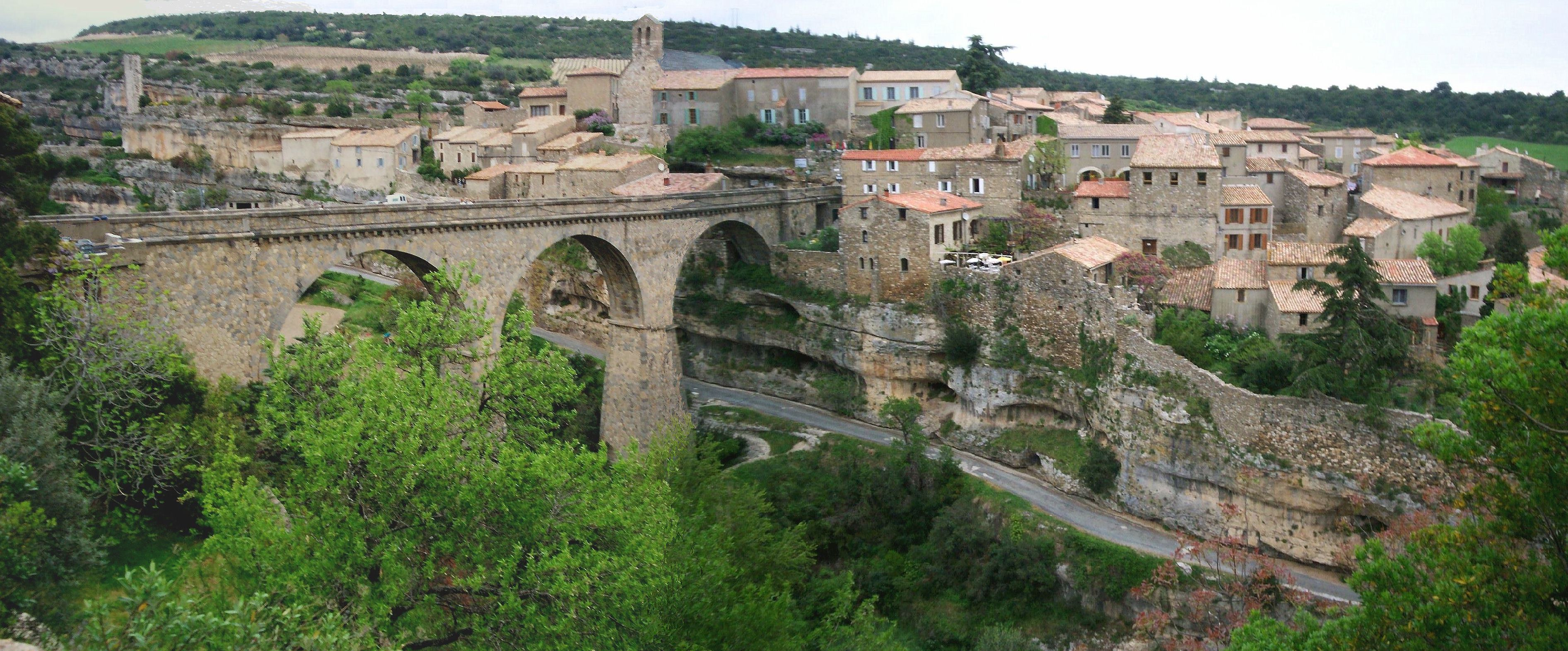
Vista panoràmica